# Le Grégan
Le Grégan est un récif du golfe du Morbihan appartenant au domaine maritime.

## Toponymie
Du breton, Gregan, signifiant La colline escarpée.

## Géographie

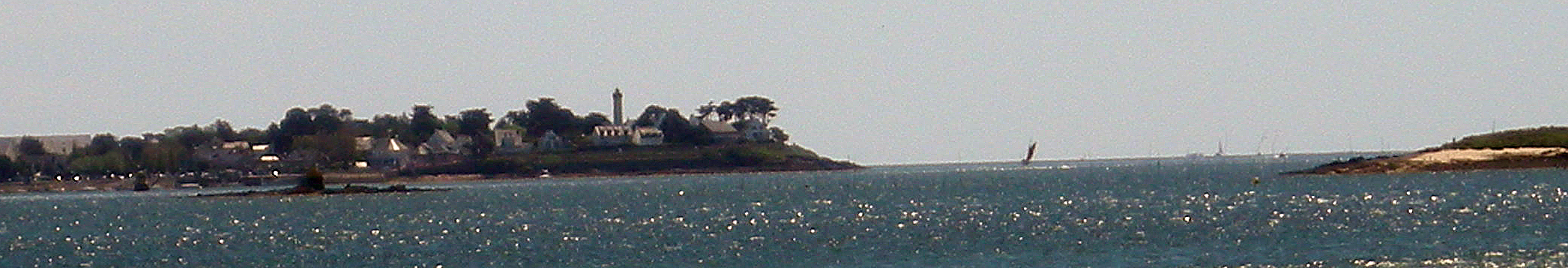
Le Grégan à Gauche, Port-Navalo au fond et l'entrée du golfe du Morbihan.

Le Grégan se situe à l'Ouest de la pointe sud de l'île Longue, et au sud du Petit Veïzit. 

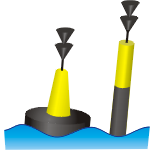
Cardinale sud

Sa présence est marquée par une tourelle portant une marque cardinale sud. Les fonds marins du Grégan sont caractérisés par la présences d'espèces d'algues comme la Solieria chordalis et particulièrement de Cystoseira baccata et de Sargassum muticum ; les laminaires y sont absentes.

## Navigation
Au sud du Grégan, la balise du petit mouton marque le début d'une passe allant jusqu'à la bouée cardinale du banc du Creïzic. Cette passe est caractérisée par la présence de forts courants ; de ce fait la vitesse maximale autorisée est portée à 10 nœuds au lieu des 5 nœuds réglementaires dans la bande littorale des 300 mètres.

## Écologie

### Vie sous-marine
Le Grégan est un site de plongée renommé. La présence de courant marin très fort ont permis l'établissement de la Sabella discifera ou petite Sabelle, un ver annélide sédentaire et tubicole vivant en groupes souvent très denses.